# Бессонная ночь (фильм, 2017)
«Бессонная ночь» (англ. Sleepless) — американский боевик, снятый режиссёром Бараном бо Одаром. Является ремейком боевика режиссёра Фредерика Жардена «Бессонная ночь». Премьера фильма в США состоялась 13 января 2017 года.

## Сюжет
Коп со связями в преступном мире опять вынужден переступить закон, чтобы вызволить своего похищенного сына из рук босса могущественного синдиката.

## В ролях
- Джейми Фокс — Винсент Доунс
- Мишель Монаган — Дженнифер Брайент
- Дермот Малруни — Стэнли Рубино
- Скут Макнейри — Роб Новак
- T.I. — Шон Касс
- Габриэль Юнион — Дэна Смит
- Дэвид Харбор — Даг Дэннисон

## Съёмки
Съёмки начались 15 июня 2015 года в Атланте и Лас-Вегасе.

## Критика
Фильм получил негативные отзывы кинокритиков. На сайте Rotten Tomatoes фильм имеет рейтинг 24 %, на основе 59 рецензий критиков, со средним баллом 4,3 из 10. На сайте Metacritic фильм имеет оценку 34 из 100 на основе 15 рецензий критиков, что соответствует статусу «в целом неблагоприятные отзывы». На сайте CinemaScore зрители дали фильму оценку B+ по шкале от A+ до F.